# Gmina Linn (hrabstwo Dallas)

Położenie Gminy Linn w hrabstwie Dallas

Gmina Linn (ang. Linn Township) – gmina w USA, w stanie Iowa, w hrabstwie Dallas. Według danych z 2000 roku gmina miała 584 mieszkańców, a jej powierzchnia wynosi 93,71 km².